# Достоєвські

Звичайний Радван, що нагадує татарську тамгу. Герб Достоєвських є видозміненим Радваном. На щиті герба замість хреста намальовано дорогоцінний перстень, а в клейноді замість пір'їн — рука озброєна мечем.

Достоєвські (пол. Dostojewscy) — православний шляхетський рід власного гербу з Великого князівства Литовського. Походив від московського боярського роду Ртищевих татарського походження.
Рід Достоєвських належав до земельної знаті Полісся. Його назва походила від села Достоєве, розташованого на українських етнічних землях Пінщини (сучасна Берестейська область Білорусі).
- Стефан (Степан) Достоєвський, земянин мінський, отримав Вознесенський монастир в Мінську 1577 року[2].
- Теодор (Федір) Достоєвський згадується як домовником волинського князя Андрія Курбського під 1572 роком[2].
- Петро Достоєвський був пінським маршалком в 1596 році.
- Інший Петро Достоєвський був міським суддею Пінська в 1627 році[2]. Ймовірно син маршалка Петра[3].
- Ярош Достоєвський згадується як овруцький староста Київського воєводства під 1604 роком[2].
- Інший Стефан Достоєвський повернувся з османської неволі 1624 року і дарував срібні кайдани чудотворній іконі Божої Матері у Львові[2].
- Імена Давида і Яна (Івана) Достоєвського згадуються під 1647 роком на заповіті Єленського[2].
- Олександр, Андрій, Богумил, Ян, Миколай і Станіслав Достоєвські були делегатами пінського повіту на виборах короля Яна Казимира 1648 року[2].
- Лев Достоєвський був делегатом Берестейського воєводства на виборах короля Михайла Вишневецького 1669 року[2].
- Аврам Достоєвський був пінським намісником 1668 року[3].
- Ян Достоєвський був делегатом Сандомирського воєводства на виборах короля Августа II 1697 року[2].
- Стансілав був одружений з Оленою Горською. 1715 року він залишив певну суму Ганні Галевич, дружині Теодора Галевича[2].